# Историјски центар Санкт Петербурга и околни споменици
Историјски центар Санкт Петербурга и околни споменици јесте назив за УНЕСКО споменик културе који заједнички означава историјско језгро руског града Санкт Петерсбурга, као и објекте који се налазе у непосредној близини.
Локалитет је био препознат по свом архитектонском наслеђу, спајајући барокне, неокласичне и традиционалне руско-византијске утицаје.
Споменик културе чине укупно 126 грађевине.